# ماکیان

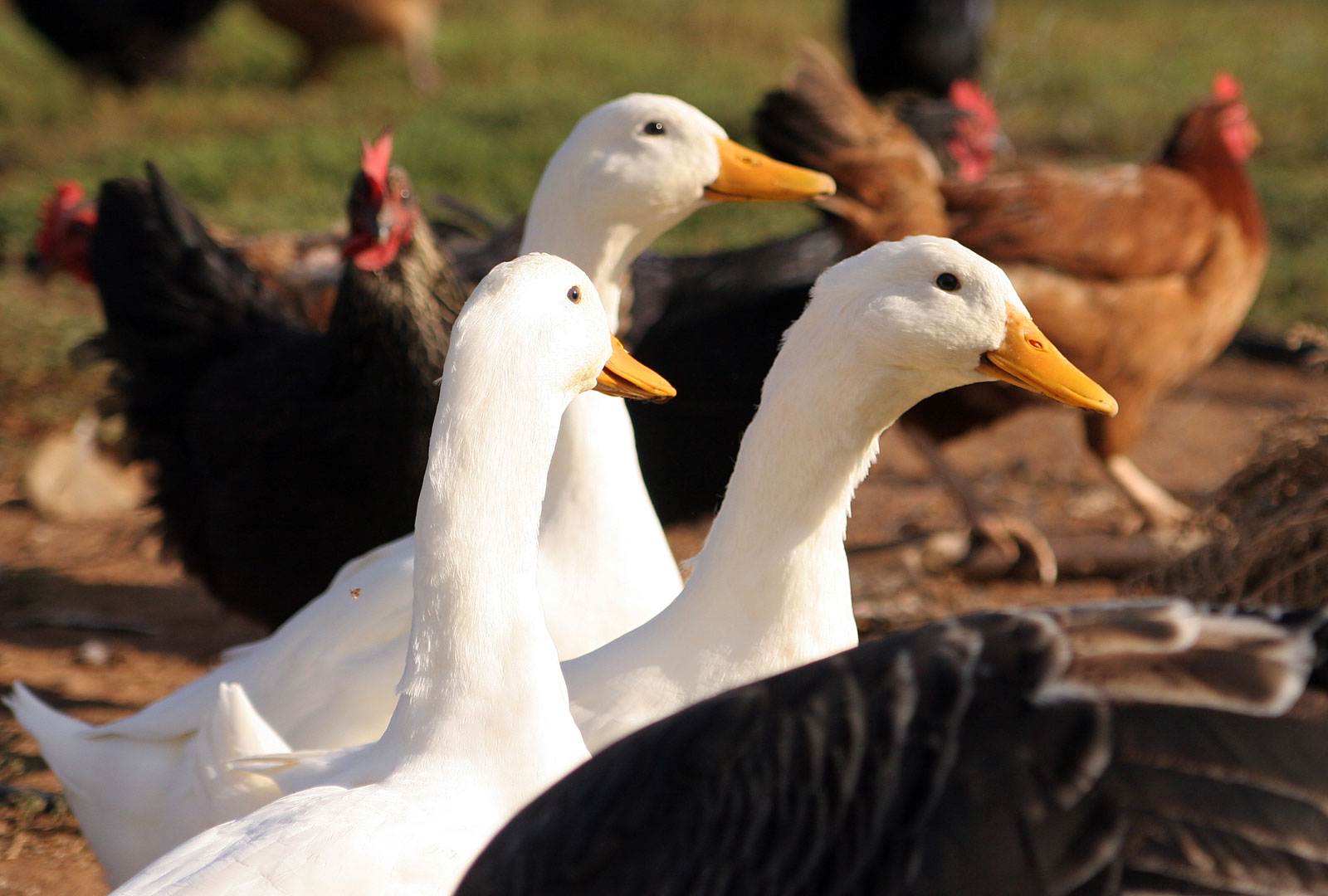
اردک‌های پکنی به همراه دیگر ماکیان

ماکیان یا طیور (به انگلیسی: Poultry) به دسته‌ای از پرندگان اهلی گفته می‌شود که توسط انسان به منظور جمع‌آوری تخم یا ذبح آن‌ها برای گوشت یا پر مورد استفاده قرار می‌گیرند. این پرندگان معمولاً از راسته ماکیان‌سانان (از جمله مرغ خانگی، بوقلمون اهلی) و خانواده مرغابیان (از راسته غازسانان) که بخشی از پرندگان آبزی شناخته می‌شود، هستند. برخی دیگر از پرندگان همچون کبوتر نیز برای گوشتشان کشته می‌شوند.
گوشت ماکیان با ۳۰٪ مصرف در جهان پس از گوشت خوک (۳۸٪) پرمصرف‌ترین گوشت می‌باشد.